# Space Jam: A New Legacy
Space Jam: A New Legacy é um filme norte-americano de comédia esportiva de 2021 que mistura live-action com animação produzido pelo Warner Animation Group e dirigido por Malcolm D. Lee, com roteiro de Juel Taylor, Tony Rettenmaier, Keenan Coogler e Terence Nance. Servindo como uma sequência de Space Jam (1996), será o primeiro filme lançado nos cinemas a apresentar os personagens dos Looney Tunes desde Looney Tunes: Back in Action (2003) e, como os filmes híbridos anteriores, será uma combinação de live-action e animação 2D tradicional desenhada à mão com alguns efeitos CGI. O filme é estrelado pelo jogador de basquete da NBA, LeBron James (que também é produtor) como uma versão ficcional de si mesmo, além de Don Cheadle, Khris Davis, Sonequa Martin-Green e Cedric Joe. O filme também é estrelado pelos personagens dos Looney Tunes, como Pernalonga, Frajola e Eufrazino Puxa-Briga (dublados por Jeff Bergman), assim como Patolino, Gaguinho, Hortelino Troca-Letras, Frangolino e Marvin, o Marciano (dublados por Eric Bauza), Lola Bunny (dublada por Zendaya) e Ligeirinho (dublado por Gabriel Iglesias).
As negociações para uma sequência de Space Jam começaram após o lançamento do primeiro filme com Joe Pytka voltando para dirigir e Spike Brandt e Tony Cervone contratados como supervisores de animação, mas acabaram não indo adiante devido à recusa de Michael Jordan em retornar. Vários possíveis spin-offs, com foco em outros atletas, incluindo Jeff Gordon, Tiger Woods e Tony Hawk, também foram discutidos, mas nunca foram concretizados. Uma sequência estrelada por LeBron James foi anunciada oficialmente em 2014 e, após vários anos de lentidão, as filmagens começaram com Terence Nance como diretor em junho de 2019 em Los Angeles. Depois de algumas semanas de filmagem, Nance deixou o projeto e Malcolm D. Lee foi contratado para substituí-lo em julho de 2019. A produção foi finalizada em setembro de 2019.
Space Jam: A New Legacy foi lançado nos cinemas e na HBO Max nos Estados Unidos em 16 de julho de 2021 pela Warner Bros Pictures.

## Sinopse
Quando o campeão de basquete e ícone global LeBron James e seu filho Dom (Cedric Joe), que sonha em ser um desenvolvedor de videogame, estão presos em um espaço virtual por um algoritmo desonesto chamado Al-G Rhythm (Don Cheadle), LeBron deve levá-los de volta para casa em segurança liderando Pernalonga, Patolino, Gaguinho, Lola Bunny e toda a gangue dos Looney Tunes, notoriamente indisciplinados, à vitória sobre os campeões digitalizados do Al-G na quadra.

## Elenco
- LeBron James como ele mesmo
  - Alex Huerta como jovem LeBron James
- Don Cheadle como AI G: um algoritmo de computador maligno.[8]
- Khris Davis como Malik, amigo de infância de LeBron.
- Sonequa Martin-Green como Kamiyah: Esposa de LeBron.
- Cedric Joe como Dom, o filho mais novo de LeBron.
- Ceyair J. Wright como Darius: filho mais velho de LeBron
- Harper Leigh Alexander como Xosha: filha de LeBron.
- Michael B. Jordan como Ele Mesmo[9]

Além disso, os jogadores da NBA Klay Thompson, Anthony Davis, Damian Lillard, Chris Paul, Draymond Green e Kyle Kuzma, bem como as jogadoras da WNBA Diana Taurasi, Nneka Ogwumike e Chiney Ogwumike aparecem no filme.

### Elenco de voz
- Jeff Bergman como Pernalonga, Frajola, Eufrazino Puxa-Briga, Fred Flintstone e Zé Colmeia.
- Eric Bauza como Patolino, Gaguinho, Hortelino, Frangolino e Marvin, o Marciano.[10]
- Bob Bergen como Piu-piu
- Zendaya como Lola Bunny.[11]
- Gabriel Iglesias como Ligeirinho.
- Fred Tatasciore como Taz.
- Candi Milo como Vovó.

## Produção

### Desenvolvimento
Uma sequência de Space Jam foi planejada em 1997. Quando o desenvolvimento começou, o Space Jam 2 envolveria uma nova competição de basquete entre os Looney Tunes e um novo vilão chamado Berserk-O!. O artista Bob Camp foi encarregado de projetar o Berserk-O! e seus capangas. Joe Pytka teria voltado a dirigir e Spike Brandt e Tony Cervone assinaram como supervisores de animação. No entanto, Michael Jordan não concordou em estrelar uma sequência. Segundo Camp, um produtor mentiu para projetar artistas, alegando que Jordan havia sido contratado para manter o desenvolvimento em andamento. A Warner Bros. finalmente cancelou os planos para Space Jam 2.
A sequência em potencial reentrou no desenvolvimento como Spy Jam e foi estrelar Jackie Chan em um roteiro diferente. O estúdio também estava planejando um filme intitulado Race Jam, que teria estrelado Jeff Gordon. Além disso, Pytka revelou que, após o sucesso do primeiro filme, ele havia apresentado uma história para uma sequência que teria estrelado o jogador de golfe profissional Tiger Woods, com Jordan em um papel menor. Pytka explicou como a ideia surgiu de uma conferência de roteiro fora do estúdio, com pessoas que trabalharam no filme original supostamente envolvidas. O produtor do primeiro filme, Ivan Reitman, teria sido a favor de um filme que estrelaria novamente Jordan. Os filmes seguintes foram finalmente cancelados em favor de Looney Tunes: Back in Action (2003). Um filme intitulado Skate Jam estava em desenvolvimento com Tony Hawk no papel principal. Havia planos para a produção começar imediatamente após o lançamento de Looney Tunes: Back in Action, mas foram cancelados devido ao fraco desempenho financeiro do filme, apesar da melhor recepção crítica ao Space Jam.

### Ressurgimento
Em fevereiro de 2014, a Warner Bros. anunciou oficialmente o desenvolvimento de uma sequência estrelada por LeBron James. Charlie Ebersol seria o produtor, e Willie Ebersol escreveria o roteiro. Em maio do mesmo ano, James havia dito: "Eu sempre amei o Space Jam. Foi um dos meus filmes favoritos quando criança. Se eu tiver a oportunidade, será ótimo". Em julho de 2015, James e seu estúdio de cinema, SpringHill Entertainment, assinaram um acordo com a Warner Bros. para televisão, cinema e conteúdo digital depois de receber críticas positivas por sua atuação em Trainwreck. Em 2016, Justin Lin foi contratado para dirigir e co-escrever o filme com Andrew Dodge e Alfredo Botello. Em novembro de 2016, um teaser trailer na forma de um anúncio da Nike foi lançado no Twitter sob #MonstarsBack. Mais tarde, em dezembro, Pernalonga e os Monstars apareceram em um comercial do Foot Locker, estrelado por Blake Griffin e Jimmy Butler. Em agosto de 2018, Lin deixou o projeto e Terence Nance foi contratado para dirigir o filme. Em setembro de 2018, Ryan Coogler foi anunciado como produtor do filme. A SpringHill Entertainment divulgou uma imagem promocional anunciando oficialmente o filme, com a produção programada para começar em 2019, durante a baixa temporada da NBA. As filmagens aconteceriam na Califórnia dentro de um raio de 48 quilômetros de Los Angeles. Antes da produção, o filme recebeu US $ 21,8 milhões em créditos tributários como resultado de um novo programa de incentivos fiscais do estado.

### Filmagens
As filmagens começaram em 25 de junho de 2019. Em 16 de julho de 2019, foi anunciado que Nance estava saindo do projeto porque ele e "o estúdio / produtores tinham opiniões diferentes sobre a visão criativa de Space Jam 2 ", e que Malcolm D. Lee serviria como seu substituto. Bradford Young, que seria o cinematógrafo do filme, também deixou o projeto e foi substituído por Salvatore Totino.
Entre os locais utilizados para as filmagens estavam a residência Sheats – Goldstein, de propriedade de James Goldstein, incluindo a transformação temporária de sua quadra de tênis em uma quadra de basquete para as filmagens. Produção finalizada em 16 de setembro de 2019. A produção gastou um total de US $ 183,7 milhões em filmagens na Califórnia, recebendo US $ 23,8 milhões em descontos de impostos do estado.
Em março de 2020, fotos tiradas no set e uma breve gravação da festa do fim de filmagens foram divulgadas online, revelando que o filme contará com personagens de outras franquias pertencentes à Warner. A divisão de efeitos visuais da Lucasfilm, Industrial Light & Magic, foi contratada para criar os efeitos visuais de Space Jam 2. Esta é a segunda colaboração com os Looney Tunes no uso da ILM para efeitos visuais depois de Uma Cilada para Roger Rabbit (1988).Em 30 de abril de 2020, James revelou oficialmente o título e o logotipo do filme, via Instagram, como Space Jam: A New Legacy. Um dos atores do filme, Don Cheadle, disse em entrevistas que LeBron estava sofrendo uma lesão durante as filmagens e os cineastas filmavam 14 horas por dia, do tipo que o elenco e James não estavam acostumados. Ele também disse que estava "trabalhando como um cavalo". Em 18 de outubro de 2020, a sinopse vazou de um e-mail de triagem de teste de Kipo and the Age of Wonderbeasts e do escritor de Final Space, Ben Mekler.

### Animação, vozes originais e efeito visuais
A divisão de efeitos visuais da Lucasfilm, Industrial Light & Magic, foi contratada para criar os efeitos visuais do Space Jam 2. Esta é a segunda colaboração com os Looney Tunes no uso da ILM para efeitos visuais desde Uma Cilada para Roger Rabbit (1988).
O veterano animador da Walt Disney, Tony Bancroft, conhecido por seu trabalho em O Rei Leão e Mulan, começou a trabalhar na Warner Bros. Animation em janeiro de 2020 para o filme. Em 26 de março de 2020, James revelou que o trabalho na animação do filme começou. Ele também disse que a produção do filme não foi em grande parte afetada pela pandemia COVID-19, já que a maior parte do trabalho restante no filme envolve animação. Um dia depois, os Bancroft Brothers confirmaram que Spike Brandt, veterano da Warner Bros. Animation e animador do Space Jam original, estaria dirigindo a animação.
De acordo com o ator de voz original Eric Bauza, em 27 de maio de 2020, a animação ainda está sendo feita e ele fez algum diálogo temporário sem confirmar nem negar seu envolvimento com o produto final. Bauza também disse que faz alguns diálogos quando os roteiristas "escrevem histórias e piadas". O veterano da Disney, Tony Bancroft, começou a trabalhar na Warner Bros. Animation em janeiro de 2020 para o filme. Bancroft também confirmou que Dan Haskett, que trabalha com os Looney Tunes desde 1979, também está trabalhando na animação. Matt Williames, que não trabalha com a Warner Bros. desde Looney Tunes: Back in Action, começou a fazer animação para o filme em agosto de 2020. Em maio de 2020, Ole Loken, que trabalhou em Klaus, confirmou que estava animando o filme. Em 13 de outubro, Loken compartilhou o design de Lola Bunny no Twitter, confirmando que o filme permanecerá fiel aos designs dos personagens dos Looney Tunes na versão de 1996. Ele também compartilhou o design do Patolino em 15 de outubro. Tony Bancroft disse que o filme é uma animação tradicional e animação digital.

### Merchandise
Um boné com o logotipo do filme está disponível no site da loja da WB. Em 1 de setembro de 2020, foi anunciado que a empresa australiana de brinquedos Moose Toys fechou um acordo com a Warner Bros. para fazer mercadorias para o filme junto com o filme híbrido de animação / live-action de Tom & Jerry (2021).

## Música
Em 7 de janeiro de 2020, Hans Zimmer foi anunciado como o compositor da trilha sonora do filme. Em abril do mesmo ano, Kris Bowers foi anunciado para trabalhar com Zimmer como co-compositores, enquanto Bowers recebeu o crédito exclusivo.

## Lançamento
Space Jam: A New Legacy foi lançado pela Warner Bros. Pictures nos cinemas dos Estados Unidos em 16 de julho de 2021 em Real3D e IMAX. Também foi lançado simultaneamente na HBO Max por um mês. Em 29 de setembro de 2020, SpringHill Co. Entertainment, a produtora do filme, assinou um contrato de 4 anos com a Universal Pictures, tornando esta sua quarta e última peça independente até o fim do contrato.
Em 3 de abril de 2021, o primeiro trailer estreou no YouTube. Foi revelado que personagens de várias franquias da Warner Bros. e IP, como Universo DC, Game of Thrones, Hanna-Barbera, Matrix, It, O Gigante de Ferro, O Mágico de Oz, Laranja Mecânica, O Máskara, O Que Terá Acontecido a Baby Jane?, Mad Max: Estrada da Fúria e King Kong, seriam apresentados no filme. Jordan Hoffman, da Vanity Fair, comparou o trailer aos filmes Tron e Jogador Nº1.

## Recepção da crítica
No site agregador Rotten Tomatoes, o filme têm um índice de aprovação de 26% baseado em 213 resenhas, com uma nota média de 4,5 (de 10). O consenso crítico do site diz: "Apesar dos melhores esforços de LeBron James para transformar o Esquadrão Tune em uma equipe vencedora,  Space Jam: A New Legacy  troca o meticuloso e meticuloso humor de seu antecessor por um exercício desavergonhado e cansado em uma marca movida por uma propriedade intelectual." De acordo com o site Metacritic, Space Jam: A New Legacy teve uma nota média de 36 (de 100) baseado em 44 resenhas, indicando uma "recepção majoritariamente negativa". Já entre o público, a resposta foi um pouco melhor, segundo o site CinemaScore, com uma nota de "A–" (numa escala de A+ a F), o mesmo que o primeiro filme; já o PostTrak reportou um índice de aprovação de 78%, com cerca de 58% do público dizendo que recomendaria o filme.